# Hoplitomeryx
Genre
Hoplitomeryx est un genre fossile de Ruminants de la famille des Hoplitomerycidae qui ont vécu en Italie dans ce qui était l'île de Gargano du Miocène au Pliocène. Ces espèces présentaient des traits étranges et primitifs avec cinq cornes ainsi que des canines comme le Chevrotain porte musc actuel.

## Découvertes
Les restes du genre Hoplitomeryx ont été découverts pour la première fois dans les années 1960 avec un grand nombre d'animaux inconnus comme Garganosis qui est une oie géante, Deinogalerix' et d'autres,. Cette faune « géante » comparée aux membres de leur groupe actuel était totalement inconnue jusqu'alors. Le genre Hoplitomeryx a été décrit en 1984 avec pour espèce type Hoplitomeryx matthei et, en 2011, cinq espèces supplémentaires ont été décrites,. Mais à la suite d'une nouvelle étude les espèces furent reléguées à un autre genre tandis que trois autres espèces furent rattachées au genre.

## Description

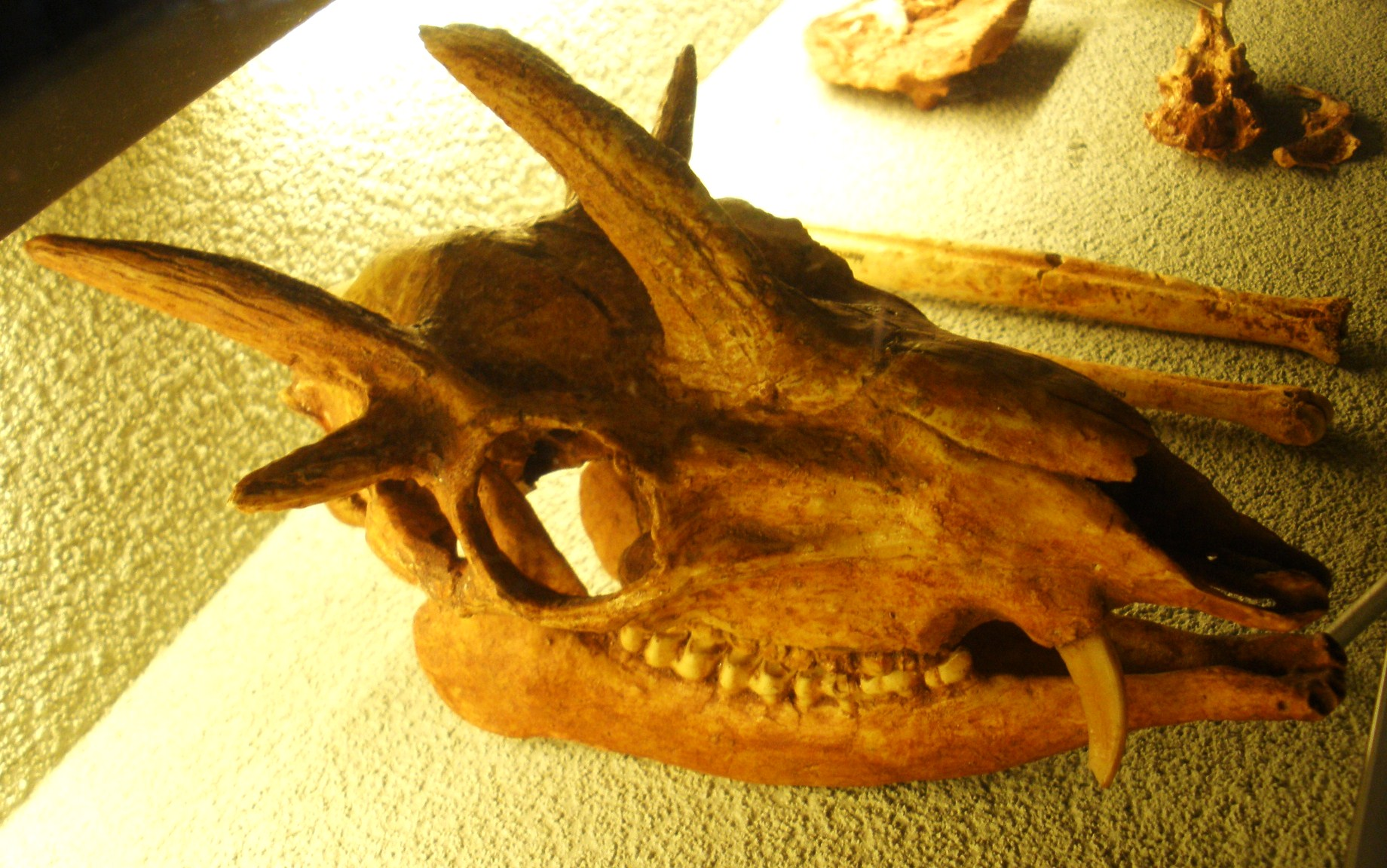
Hoplitomeryx matthei présenté au musée d'histoire naturelle de Leyde aux Pays-Bas.

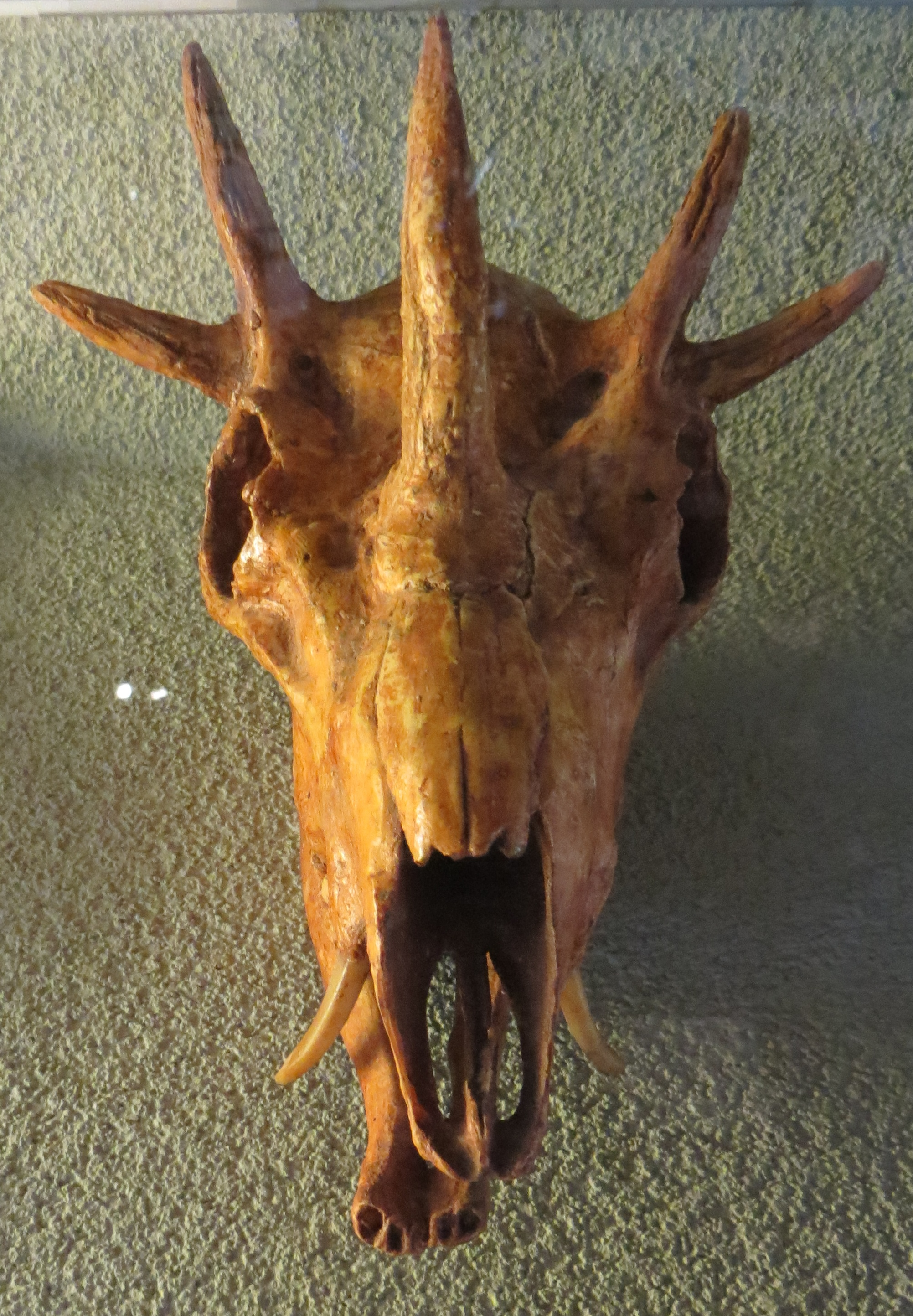
Hoplitomeryx, Leyde.

Hoplitomeryx est un genre archaïque de la famille des Cervidae, en effet contrairement au Cerf élaphe qui a des bois qui tombent en hiver, Hoplitomeryx possède des cornes. Cette particularité se retrouve chez les Antilocapridae aujourd'hui représentés plus que par une espèce, Antilocapra americana. Si dans le monde sauvage actuel, les antilopes, les cervidés et les caprinés possèdent deux cornes ou bois (à l'exception de certaines chèvres et moutons domestiques à quatre cornes), Hoplitomeryx en a cinq, deux au dessus de l'orbite des yeux, deux au sommet du crâne et une centrale entre les yeux,. Hoplitomeryx présente également des canines que l'on retrouve chez les porte-muscs (petit cervidés asiatiques). Autre particularité anatomique, Hoplitomeryx a une fusion complète de l'articulation cuboïdeo-naviculaire avec le métatarsien, une rigole métatarsienne fermée distalement, un astragale à côtés non parallèles, et un goulot métatarsien allongé, il n'y avait pas de pli tels ceux de Palaeomeryx. De plus, les molaires et prémolaires avaient une couronne basse (brachydons). Hoplitomeryx avait une taille comparable à celle du chevreuil. La plus petite espèce pesait environ 20 kg et la plus grande environ 100 kg. Le museau était plus court que celui du chevreuil actuel.

## Classification

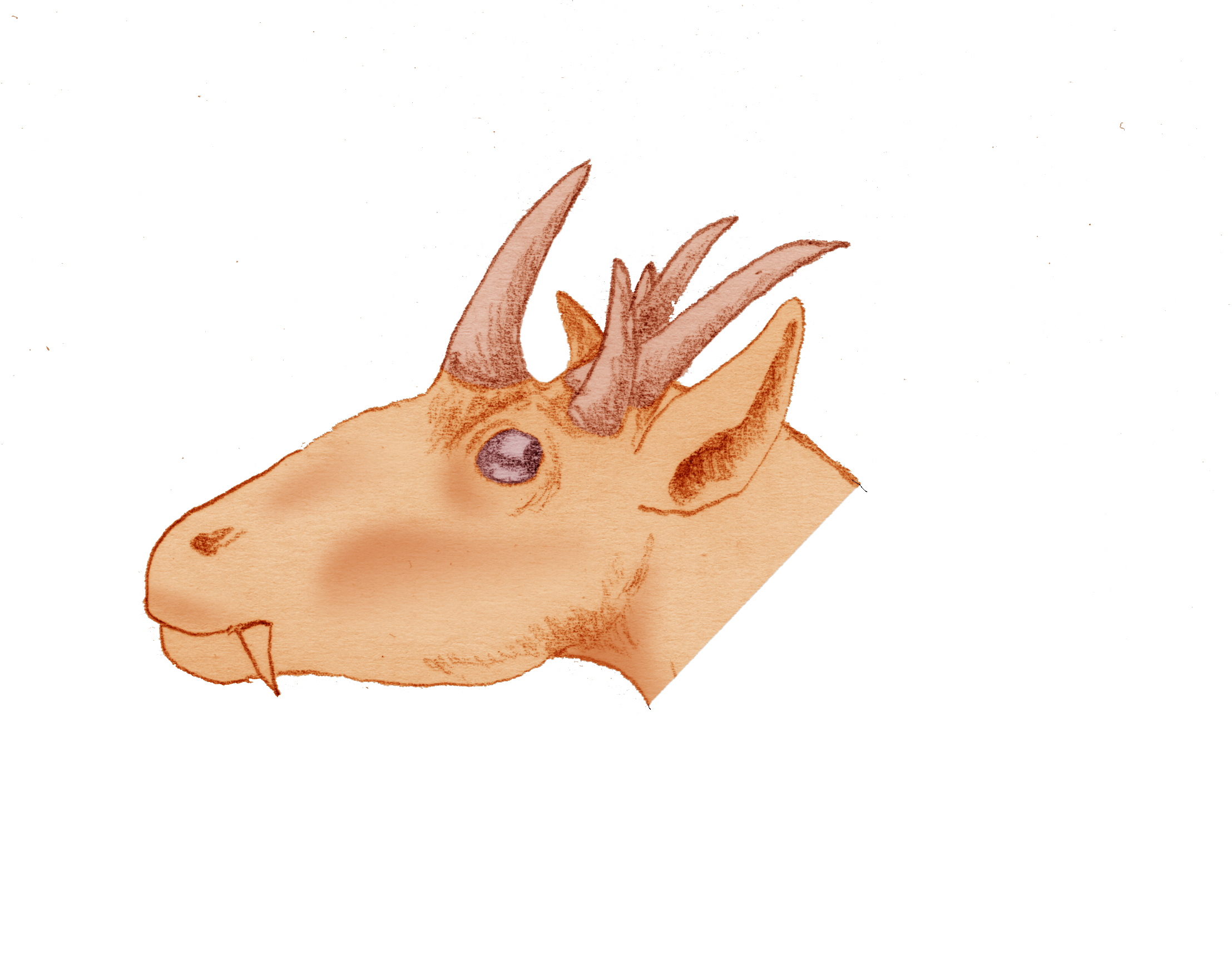
Reconstitution de Holpitomeryx.

Hoplitomeryx a été décrit pour la première fois en 1984 par Joseph Leinders à partir de restes fossiles découverts au Gargano (Pouilles). Le savant a reconnu quatre morphotypes différents, correspondant probablement à quatre espèces différentes, mais n'en a décrit qu'une seule, Hoplitomeryx matthei. D'autres matériaux attribués à Hoplitomeryx ont été découverts à Scontrone dans les Abruzzes dans un terrain légèrement plus ancien ; ces fossiles ont été décrits comme de nouvelles espèces : H. apruthiensis, H. apulicus, H. falcidens, H. magnus, H. minutus (Mazza et Rustioni, 2011). Cependant, par la suite, une nouvelle étude a déterminé que ces espèces étaient suffisamment distinctes de l'espèce type pour être incluses dans un nouveau genre, Scontromeryx, dépourvu de la corne centrale et des canines supérieures allongées. En outre, la même étude a déterminé la présence de trois autres espèces d’Hoplitomeryx sur le Gargano : H. devosi, H. macpheei et H. kriegsmani (van der Geer, 2014). Il semble que Scontromeryx était un animal plus primitif que Hoplitomeryx, compte tenu de la présence de secondes prémolaires (caractéristique qui avait disparu chez Hoplitomeryx). Hoplitomeryx et Scontromeryx représentent une radiation évolutive isolée d'artiodactyles ruminants (Hoplitomerycidae), certainement attribuable aux cervidés mais aux origines peu claires. Dans le passé, ils ont été rapprochés du genre continental Amphimoschus, mais cette hypothèse n'est aujourd'hui plus accréditée (Mennecart, 2012). Hoplitomeryx est certainement un cervidé, compte tenu de caractéristiques telles que la morphologie des molaires, le sillon métatarsien distalement fermé et la présence d'un double orifice lacrymal en bordure de l'orbite (van der Geer et al., 2010).

## Paléoenvironnement

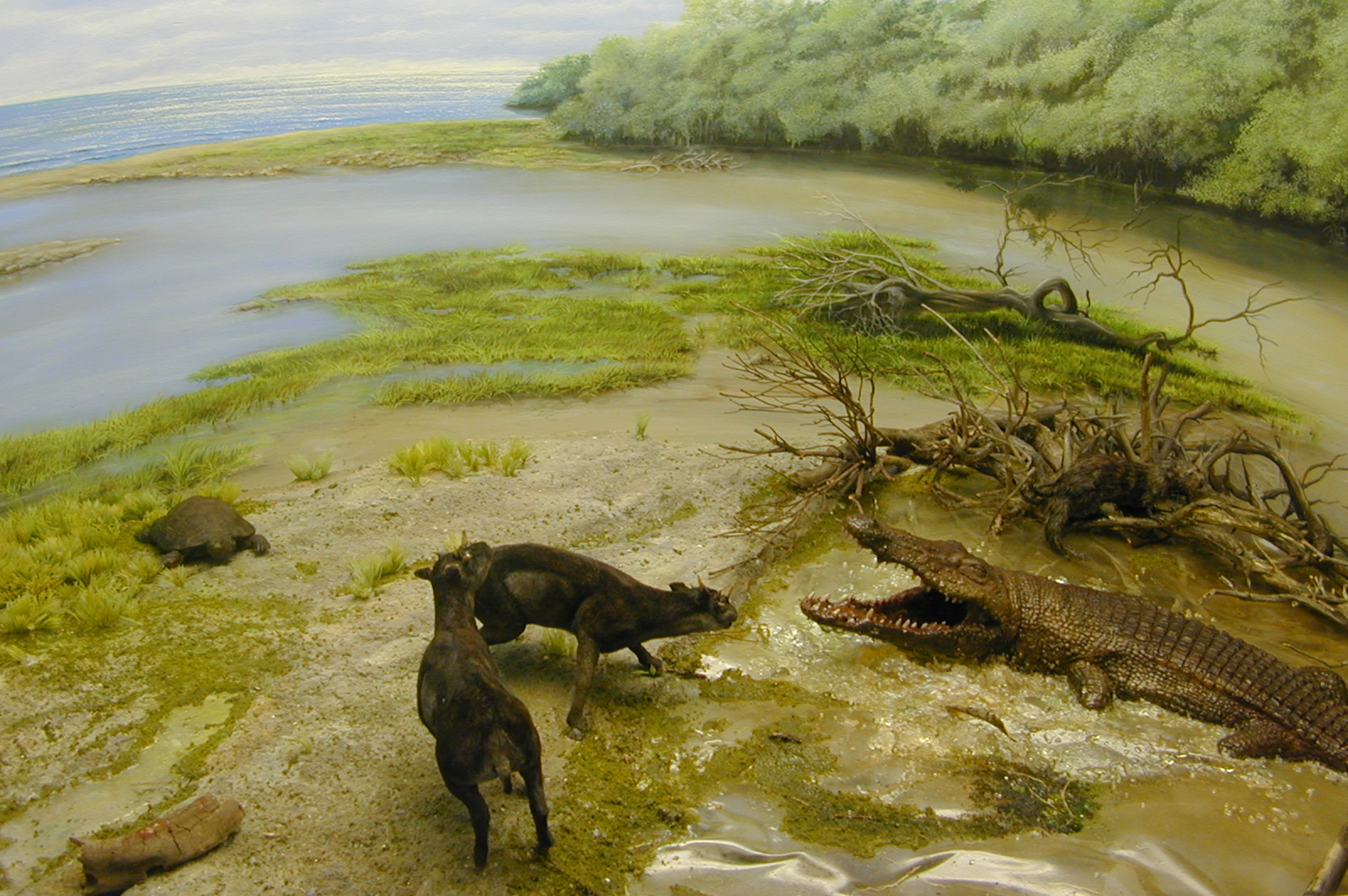
Environnement du Gargano insulaire reconstitué.

À la fin du Miocène, une faune endémique a commencé à évoluer sur l'île du Gargano, qui comprenait, en plus d’Hoplitomeryx, d'autres animaux comme le rat lunaire géant Deinogalerix, la chouette effraie géante Tyto gigantea, le hamster géant Hattomys... Les restes des différentes espèces d’Hoplitomeryx étant également réparties dans tout le substrat, on ne peut pas parler de chronotypes, mais simplement de morphotypes. L'hypothèse selon laquelle le Gargano n'était pas une seule masse terrestre, mais un archipel d'îlots, chacun avec son morphotype caractéristique, ne peut être confirmée faute de preuves suffisantes. Pour les espèces plus petites, on peut parler de nanisme insulaire ; cependant, on ne peut pas en dire autant des espèces plus grandes. Il est intéressant de noter que le plus grand morphotype (H. kriegsmani) est représenté presque essentiellement par du matériel attribué à de jeunes spécimens. Cette situation, avec différents morphotypes de tailles différentes coexistant sur un même territoire, est similaire à celle de Candiacervus (cerf nain qui vivait au Pléistocène en Crète). Curieusement, une espèce de Candiacervus (C. major) présente également une augmentation de taille, comparable à celle de H. kriegsmani ; comme ce dernier, C. major avait également des pattes extrêmement allongées, plus longues que chez n'importe quel représentant des cervidés (Van der Geer, 2008),.

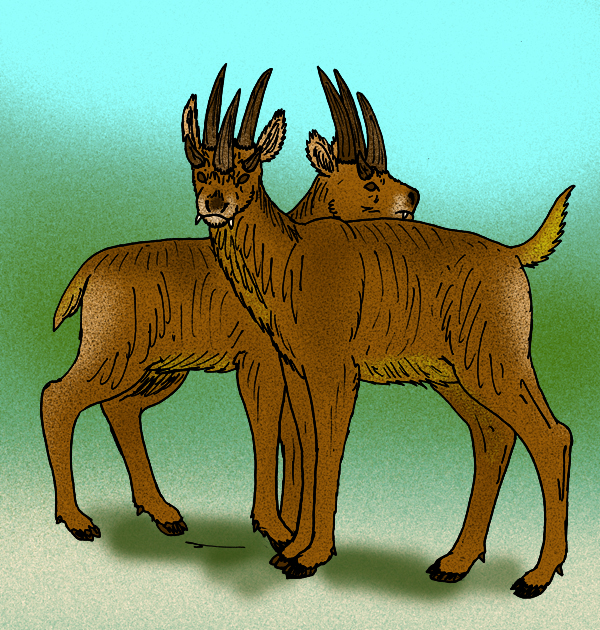
Hoplitomeryx matthei

## Liste des espèces
Selon GBIF (10 septembre 2024) :
- †Hoplitomeryx devosi Van der Geer, 2014
- †Hoplitomeryx kriegsmani  Van der Geer, 2014
- †Hoplitomeryx macpheei  Van der Geer, 2014
- †Hoplitomeryx matthei Leinders, 1984

## Systématique
Le nom valide complet (avec auteur) de ce taxon est Hoplitomeryx Leinders (d), 1984.